# Matthew Booth
Matthew Paul Booth (* 14. März 1977 in Fish Hoek) ist ein ehemaliger südafrikanischer Fußballspieler. Er betritt insgesamt 159 Spiele in der russischen Premjer-Liga. Der Verteidiger gewann 2000 die südafrikanische Meisterschaft und nahm mit südafrikanischen Auswahlteams an mehreren großen Turnieren teil.

## Vereinskarriere
Booth begann seine Profikarriere 1996 bei den Cape Town Spurs. Als der Klub 1999 mit Seven Stars zu Ajax Cape Town fusionierte, konnte sich Booth nicht auf einen Vertrag beim neuen Klub einigen. Die Überreste der Spurs wurden von den Ajax-Verantwortlichen an einen Geschäftsmann verkauft, der den Klub in Mother City umbenannte. Booth sollte, nachdem keine Einigung mit Ajax Cape Town zustande kam, in Zukunft für Mother City spielen. Gegen diesen Weiterverkauf ließ Booth mit Hilfe eines Anwalts für Menschenrechte klagen und erstritt sich schließlich die Freigabe.
Er unterschrieb daraufhin beim amtierenden Meister Mamelodi Sundowns und verteidigte in der folgenden Saison erfolgreich den Titel. 2001 erreichte er mit Mamelodi das Finale um die CAF Champions League unterlag dort aber in Ägypten al Ahly Kairo mit 0:3, nachdem man sich im Heimspiel noch 1:1 trennte. Im Frühjahr 2001 wagte er erstmals den Sprung nach Europa, kam in seiner Zeit beim englischen Zweitligisten FC Wimbledon aber nicht zum Einsatz. Im Sommer 2002 wechselte er gemeinsam mit seinem Mannschaftskollegen Gift Kampamba zum russischen Klub FK Rostow. 2003 erreichte er mit Rostow das Finale des russischen Pokals, unterlag dort aber Spartak Moskau mit 0:1.
Im Sommer 2004 wechselte Booth zum Ligakonkurrenten Krylja Sowetow Samara und war dort bis zu seinem Abgang nach der Saison 2008 Mannschaftskapitän. In Südafrika schloss er sich seinem früheren Klub Mamelodi Sundowns an. Dort spielte er bis 2011, als er zu Ajax Cape Town wechselte. Nach einer Spielzeit bei Bidvest Wits beendete er im Jahr 2014 seine Laufbahn.

## Nationalmannschaft
Booth kam zu zahlreichen Einsätzen für die U-20 und U-23-Auswahl Südafrikas. Mit der U-20 nahm er als Kapitän an der African Youth Championship 1997 teil und belegte nach einer 0:1-Niederlage im Finale gegen Marokko den zweiten Rang. Durch diesen Erfolg qualifizierte man sich für die Junioren-WM 1997 in Malaysia, bei der das Team nach Niederlagen gegen Brasilien und Frankreich in der Vorrunde scheiterte.
1997 gab er unter seinem früheren Spurs-Trainer Jean-Michel d’Avray sein Debüt in der U-23-Auswahl. Nach Verletzungsproblemen bei Ashley Makhanya wurde ihm die Kapitänsbinde übertragen und er führte die Auswahl zur Bronzemedaille bei den Panafrikanischen Spielen 1999 in Südafrika und zur Teilnahme am olympischen Fußballturnier 2000 in Australien. Dort scheiterte man trotz eines 3:1-Erfolges über Brasilien bereits in der Vorrunde.
Sein Länderspieldebüt in der südafrikanischen A-Nationalmannschaft absolvierte Booth im COSAFA Cup 1999 gegen Botswana. Anfang 2002 stand er unter Nationaltrainer Jomo Sono im Aufgebot bei der Afrikameisterschaft 2002, wurde während des Turniers aber nicht eingesetzt. Im Sommer sollte er mit der Nationalmannschaft an der Weltmeisterschaft 2002 in Japan und Südkorea teilnehmen, verletzte sich aber kurz vor Turnierbeginn und wurde aus dem Aufgebot gestrichen.
Erst drei Jahre später erhielt er seine nächste Einladung zur Nationalmannschaft und spielte unter Stuart Baxter eine Halbzeit gegen Sambia im COSAFA Cup 2005. Bis zu weiteren Einsätzen dauerte es erneut drei Jahre, seit 2008 kommt er wieder regelmäßiger zu Einsätzen für die Bafana Bafana und gehörte zum Aufgebot beim Konföderationen-Pokal 2009. Als Publikumsliebling wird jeder seiner Ballkontakte von den Rängen mit einem langgezogenen „Booooooth“ begleitet, womit er in der Tradition der früheren Leistungsträger Lucas Radebe, Mark Fish und John Moshoeu steht, die ebenfalls vom Publikum regelmäßig mit Sprechchören hervorgehoben wurden.